# اشتباكات ناثو لا وشو لا

كانت اشتباكات ناثو لا  وشو لا، المعروفة أيضًا باسم الحرب الصينية الهندية الثانية أو الحرب الهندية الصينية الثانية، سلسلة من الاشتباكات العسكرية بين الهند والصين على طول حدود مملكة سيكيم في جبال الهيمالايا ، التي أصبحت لاحقًا محميةً هندية.
بدأت اشتباكات ناثو لا في 11 سبتمبر 1967، عندما شن جيش التحرير الشعبي هجومًا على مواقع هندية في ناثو لا، واستمر حتى 15 سبتمبر 1967. في أكتوبر 1967، وقعت مبارزة عسكرية أخرى في تشو لا وانتهت في نفس اليوم.
وفقا لمصادر مستقلة، حققت الهند ميزة تكتيكية حاسمة وتمكنت من الحفاظ على نفسها ضد القوات الصينية. وقيل إن العديد من تحصينات جيش التحرير الشعبي في ناثو لا دمرت، حيث هاجمت القوات الهندية قيادة القوات الصينية المهاجمة. وينظر إلى المنافسة للسيطرة على الأراضي الحدودية المتنازع عليها في وادي شومبي كسبب رئيسي لزيادة التوترات في هذه الحوادث. علق المراقبون بأن هذه الاشتباكات تشير إلى انخفاض قوة المطالبة في قرار الصين ببدء استخدام القوة ضد الهند، وذكروا أن الهند كانت سعيدة للغاية بالأداء القتالي لقواتها في اشتباكات ناثو لا، إذ اعتبرتها بمثابة علامة على تحسن ملحوظ منذ هزيمتها في الحرب الصينية الهندية عام 1962.

## خلفية
بعد الحرب الصينية الهندية عام 1962، استمرت التوترات بالصعود على طول حدود جبال الهيمالايا التي تشترك فيها الهند والصين. متأثراً بهزيمته السابقة، رفع الجيش الهندي عددًا من الوحدات الجديدة، وضاعف تقريبًا قواته المنتشرة على طول المنطقة المتنازع عليها. كجزء من هذا التوسع العسكري، رُفعت سبع فرق جبلية للدفاع عن الحدود الشمالية للهند ضد أي هجوم صيني. لم تتمركز معظم هذه الفرق بالقرب من الحدود، باستثناء وادي شومبي، حيث تتمركز القوات الهندية والصينية على كلا الجانبين في مسافة قريبة. على وجه الخصوص عند ممر ناثو لا في الوادي، إلى جانب حدود سيكيم التبت، تتمركز القوات الصينية والهندية المنتشرة على بعد حوالي 20-30 متر، وهي الأقرب من أي مكان على الحدود الصينية الهندية التي يبلغ طولها 4000 كم. يُقال أن الحدود هنا لم تُرسم. أمسك الصينيون الخاصرة الشمالية للممر، بينما أمسك الجيش الهندي الخاصرة الجنوبية. احتفظ الهنود بجزءين رئيسيين من الممر، جنوب وشمال ناثو لا، وهما سيبو لا وظهر كامِل. منذ عام 1963، نقلت الصحف في كثير من الأحيان أخبار عن اشتباكا محدودة في المنطقة. في 16 سبتمبر 1965، خلال الحرب الهندية الباكستانية لعام 1965، أصدرت الصين إنذارًا نهائيًا إلى الهند لإخلاء منطقة ناثو لا. ومع ذلك، رفض اللواء ساجات سينغ، اللواء الآمر في قسم الجبال 17، القيام بذلك، بحجة أن ناثو لا كان على مستجمع المياه الذي يشكل الحدود الطبيعية.
بدءًا من 13 أغسطس 1967، بدأت القوات الصينية حفر الخنادق في ناثو على الجانب السكيمي. لاحظت القوات الهندية أن بعض الخنادق كانت واضحة جدًا إلى جانب سيكيم من الحدود، وأشارت إلى القائد الصيني المحلي، الذي طُلب منه الانسحاب من هناك. ومع ذلك، في إحدى الحالات، ملأ الصينيون الخنادق مرة أخرى وغادروا بعد إضافة 8 مكبرات صوت أخرى إلى المكبرات الواحدة والعشرين الموجودة. قررت القوات الهندية تمديد سلك شائك على طول تلال ناثو لا من أجل تحديد الحدود.
وبناءً على ذلك، ابتداءً من 18 أغسطس، مُددت الأسلاك على طول الحدود، والتي أغاظت القوات الصينية. بعد يومين، مسلحين بالأسلحة، اتخذت القوات الصينية مواقع ضد الجنود الهنود الذين كانوا متورطين في مد الأسلاك ولكن القوات الصينية لم تطلق النار.